# Melchert Schuurman
Melchert Schuurman jr. (Alkmaar, 1 juni 1900 – aldaar, 19 december 1967) was een Nederlands componist en collaborateur.
Schuurman studeerde muziek met viool als hoofdvak bij Jacobus Hendrikus Oushoorn van Toonkunst Alkmaar en later bij Julius Röntgen jr. in Amsterdam. De in die tijd bekende volkszanger Johan Brands leidde hem op tot volkszangleider. Vanaf 1920 had hij een muziekschool in Alkmaar, gaf hij als violist concerten en leidde hij een orkest. Hij huwde in 1924 met Klasina (Käthe) Hermona Bruns en kreeg drie zonen.
Schuurman werd in 1933 lid van de Nationaal Socialistische Beweging (NSB) – zijn stamboeknummer was 16407 – en was betrokken bij de straatverkoop van Volk en Vaderland. Dit kostte hem zijn baan en hij werd door Anton Mussert gevraagd als zangpropagandist. Hij organiseerde zo'n honderd zangavonden in Nederland en Duitsland en er werden ook grammofoonopnamen gemaakt. In 1940 werd hij hoofd Zangdienst van de Afdeeling Vorming van de NSB en componeerde hij vele partijliederen waaronder Vrijheid en recht, Zwarte soldaten, Zwart-rood banier en Eere den Arbeid. Hij stelde ook meerdere zangbundels samen. Hij nam dienst bij de Nederlandse SS en ging in 1942 als soldaat van Vrijwilligerslegioen Nederland bij de Waffen SS naar het Oostfront waar ook twee van zijn zonen sneuvelden. Medio 1943 was hij teruggekeerd in Nederland en werd hij opperhopmanzangleider. In juni 1944 werd hij onderscheiden met het IJzeren Kruis 1939, 2e klasse. Na de Tweede Wereldoorlog werd hij in 1947 tot tien jaar celstraf veroordeeld.
Hij zat effectief vijf jaar vast en bracht een deel van die periode door in het mijnwerkerskamp in het Limburgse Terwinsel. Al tijdens zijn gevangenschap pakte hij zijn muziekloopbaan weer op en dreef daarna wederom een muziekschool. In 2014 verscheen de biografie "Pantsers stooten door, stuka’s vallen aan." Melchert Schuurman. Een muziekleven in dienst van de NSB en de Waffen-SS' van Gerrit Valk.

## Selectie werken
- Boerenstrijdlied (Melchert Schuurman Jr.)
- De Zwarte Strijders op marsch (Melchert Schuurman Jr. – Frans Bankman)
- De Zwarte Vendels (Melchert Schuurman Jr. – Frans Bankman)
- Dietsche Marsch (Melchert Schuurman Jr.)
- Eere den Arbeid (Melchert Schuurman Jr.)
- Het Hartvuur Heilig (Melchert Schuurman Jr. – Marijke Mortel)
- (De)Trommelmarsch (Melchert Schuurman Jr).
- Voorwaarts, kameraden! (Melchert Schuurman Jr.)
- Vrijheid en recht (Melchert Schuurman Jr.)
- Vrouwen in een strijdend volk (Melchert Schuurman Jr.)
- Wij zijn de Arbeids-soldaten (Melchert Schuurman Jr. – George Kettman Jr.)
- Zwart-Rood Banier (Melchert Schuurman Jr.)

- Gemeinsame Normdatei: 1069558028
- International Standard Name Identifier: 0000 0003 9539 5019
- Library of Congress Control Number: n2015051680
- Nederlandse Thesaurus van Auteursnamen: 073911100
- Virtual International Authority File: 290104151
- WorldCat: E39PBJk8X4pyhYxrVttBVRWv73